# NGC 374

NGC 374

NGC 374 هي مجرة تتبع كوكبة الحوت. اكتشفها هاينريش لويس دريست في 7 أكتوبر 1861.

## روابط خارجية
- NGC 374 على موقع ويكي سكاي: DSS2, SDSS, GALEX, IRAS, Hydrogen α, X-Ray, Astrophoto, Sky Map, Articles and images